# Município de Hoopers Creek (condado de Henderson, Carolina do Norte)
Localização da Carolina do Norte nos E.U.A.
O município de Hoopers Creek (em inglês: Hoopers Creek Township) é um localização localizado no  condado de Henderson no estado estadounidense da Carolina do Norte. No ano 2010 tinha uma população de 14.573 habitantes.

## Geografia
O município de Hoopers Creek encontra-se localizado nas coordenadas 35° 22′ 00,41″ N, 82° 36′ 27,44″ O.